# Kognitivno-bihevioralna psihoterapija
Kognitivno-bihevioralna psihoterapija jedan je od najpopularnijih psihoterapijskih pristupa. Najveća prednost ovog oblika psihoterapije je njezina znanstvena dokazanost, istraženost i adaptiranost s obzirom na specifične forme psihičkih poremećaja i problema. Kognitivno-bihevioralnim psihoterapeutima mogu postati samo liječnici - doktori medicine te magistri psihologije. Ako se odluče za edukaciju u ovom vidu psihoterapije, specijalizacija traje oko 5 godina.
Kognitivno-bihevioralna psihoterapija posebno je efikasna za anksiozne poremećaje, panične napade, PTSP, depresiju, poremećaje u prilagođavanju i rješavanje svakodnevnih psihičkih poteškoća i problema (npr. odnosu u vezi, problemi na poslu, disfunkcionalnost u obiteljskim odnosima itd.). Bihevioralne intervencije posebno su efikasne u terapiji djece s neruorazvojnim poremećajima kao što su autizam, različiti oblici intelektualnih teškoća, sindrom Down, itd. 
Kada se netko odluči za ovaj oblik terapije (ili ako mu ga ponudi sam terapeut - stručnjak kognitivno-bihevioralne intervencije), osoba ima pravo upitati terapeuta što je po struci, te gdje je i kako završio specijalističko usavršavanje iz područja kognitivno-bihevioralne terapije. Ako navedeni terapeut nije liječnik (doktor medicine) ili psiholog, nije mu dopušteno tvrditi da provodi ovakav oblik terapije, niti se ustvari mogao za njega obrazovati.

## Vanjske poveznice
- Kognitivno-bihevioralna terapija